# Aleyrodes
Aleyrodes (лат.) — род мелких насекомых из семейства белокрылок (Aleyrodidae).

## Описание
Мелкие насекомые, внешне сходные с микроскопическими молями, покрытые мучнистой пыльцой. Пупарии жёлтые или белые, с сердцевидным анальным отверстием. Дыхальцевые выемки на краях пупария отсутствуют. Форма анального отверстия сердцевидная и широко закруглённое сзади.
Встречаются всесветно, кроме Австралии.

## Систематика
Известно около 40 видов. Для СССР указывалось 8 видов.
- Aleyrodes albescens Hempel, 1922 — Бразилия
- Aleyrodes amnicola Bemis, 1904 — США, Калифорния
- Aleyrodes asari Schrank, 1801 (Coccus) — Германия
- Aleyrodes asarumis Shimer, 1867 — США, Иллинойс
- Aleyrodes acteae  Britton, 1905 — США, Коннектикут
- Aleyrodes aureocincta  Cockerell, 1897 — США, Нью-Мексико
- Aleyrodes baja  Sampson, 1943 — США, Калифорния
- Aleyrodes ciliata  Takahashi, 1955 — Мадагаскар
- Aleyrodes crataegi  Kiriukhin, 1947 (Aleurodes) — Иран
- Aleyrodes diasemus  Bemis, 1904 — США, Калифорния
- Aleyrodes elevatus  Silvestri, 1934 — Италия
- Aleyrodes essigi  Penny, 1922 — США, Калифорния
- Aleyrodes fodiens Maskell, 1896 (Aleurodes) — Новая Зеландия
- Aleyrodes gossypii Fitch, 1857 (Aspidiotus) — Китай
- Aleyrodes hyperici Corbett, 1926 — Шри-Ланка.
- Aleyrodes japonica  Takahashi, 1963 — Япония
- Aleyrodes lactea  Zehntner, 1897 (Aleurodes) — Ява
- Aleyrodes latus  Hempel, 1922 — Бразилия.
- Aleyrodes lonicerae  Walker, 1852 — Европа
- Aleyrodes millettiae Cohic, 1968 — Конго
- Aleyrodes osmaroniae Sampson, 1945 — США, Калифорния
- Aleyrodes philadelphi Danzig, 1966[4] — Россия, Приморск
- Aleyrodes proletella Linnaeus, 1758 (Phalaena — Tinea) — Европа.
- Aleyrodes pruinosus Bemis, 1904 — США, Калифорния
- Aleyrodes pyrolae Gillette & Baker, 1895 — США, Colorado.
- Aleyrodes shizuokensis Kuwana, 1911 — Япония
- Aleyrodes singularis  Danzig, 1966[4] — Грузия
- Aleyrodes sorini  Takahashi, 1958 — Япония
- Aleyrodes spiraeoides  Quaintance, 1900 (Aleurodes) — США, Калифорния
- Aleyrodes taiheisanus  Takahashi, 1939 — Тайвань
- Aleyrodes takahashii  Ossiannilsson, 1966 — Япония
- Aleyrodes tinaeoides  Blanchard, 1852 (Aleurodes) — Чили
- Aleyrodes winterae  Takahashi, 1937 — Новая Зеландия
- Aleyrodes zygia  Danzig, 1966[4] — Россия, Приморск